# Юрино (Панинский сельсовет)
Юрино — деревня в Белозерском районе Вологодской области.
Входит в состав Панинского сельского поселения, с точки зрения административно-территориального деления — в Панинский сельсовет.
Расстояние по автодороге до районного центра Белозерска составляет 69 км, до центра муниципального образования деревни Панинская — 18 км. Ближайшие населённые пункты — Большой Двор-1, Домнино, Кукина Гора.
Население по данным переписи 2002 года — 51 человек (23 мужчины, 28 женщин). Преобладающая национальность — русские (98 %).